# Teatre d'operacions del Pacífic (Primera Guerra Mundial)
|  | Aquest article tracta sobre la Primera Guerra Mundial. Si cerqueu la Segona Guerra Mundial, vegeu «Guerra del Pacífic». |

El teatre d'operacions del Pacífic fou el conjunt d'operacions militars de la Primera Guerra Mundial que es dugueren a terme per obtenir el control de les illes alemanyes de l'oceà Pacífic: l'arxipèlag de Bismarck, les illes Carolines, la Nova Guinea alemanya, la Samoa alemanya, les illes Marianes i les illes Marshall. A vegades també es considera dins d'aquest teatre d'operacions les operacions per a la conquesta de la colònia alemanya de Tsingtao, a la Xina (vegeu «batalla de Tsingtao»).

## Situació a l'inici de les hostilitats
Durant els darrers anys del segle xix l'imperi alemany havia anat ocupant diverses illes petites i poc importants econòmicament a l'Oceà Pacífic, amb l'objectiu de crear una sèrie de punts colonials que poguessin vigilar de més a prop les colònies britàniques i franceses i, especialment, servir d'estacions de subministrament d'aliments, aigua i carbó als vaixells de la flota imperial i com a estacions telegràfiques. Evidentment, aquestes possessions colonials no podien competir en cap aspecte amb les grans colònies britàniques a la zona, però el govern alemany considerava que una flota moderna, potent i ben subministrada podia tallar completament les comunicacions de les colònies britàniques i franceses amb les seves metròpolis.
La primera possessió alemanya a la zona es produí amb l'ocupació, el 1884, de la Nova Guinea alemanya, la part nord-oriental de l'illa de Nova Guinea (avui dins de l'estat de Papua Nova Guinea). L'any següent ocuparen les illes Marshall i el 1899 compraren les illes Carolines i les illes Marianes a Espanya. Les forces alemanyes estacionades en totes aquestes possessions eren, però, escasses; un petit cos de policia a cadascuna i algunes tropes en les estacions de radiotelegrafia.

## L'ocupació aliada de les possessions alemanyes
La primera operació després de l'inici de les hostilitats fou l'ocupació de la Samoa alemanya per part de tropes neozelandeses, la Samoan Expeditionary Force. L'ocupació es produí sense vessament de sang el dia 29 d'agost de 1914. El 6 d'agost anterior el govern britànic declarà que seria un gran servei a l'imperi que forces de Nova Zelanda capturessin Samoa, de forma que una força de 1.413 soldats i sis infermeres partí de Nova Zelanda el dia 15 i, després de fer escala a les Fiji, desembarcà a Apia, la capital de Samoa, el dia 29. Tot i que les autoritats alemanyes refusaren rendir oficialment les illes, tampoc no oferiren cap resistència a les tropes neozelandeses.
Posteriorment, una força australiana, l'Australian Naval and Military Expeditionary Force, capturà els territoris de la Nova Guinea alemanya el dia 17 de setembre. En aquest cas es produí una breu lluita amb la guarnició alemanya de l'estació radiotelegràfica de Rabaul, que provocà uns 40 morts.
Finalment, la flota i tropes de desembarcament japoneses capturaren sense lluita les illes Carolines, les Marianes i les Marshall a l'octubre de 1914, moment en què acabà el control alemany de totes les seves possessions al Pacífic, i el 7 de novembre caigué Tsintao en mans japoneses.
Al final de la guerra les illes més al nord del Pacífic d'Alemanya van entrar sota un mandat japonès de la Societat de Nacions, anomenat Mandat del Pacífic Sud.